# Typhlobunellus platypalpis
Typhlobunellus platypalpis is een hooiwagen uit de familie Assamiidae.